# St. Wolfgang (Unterach)

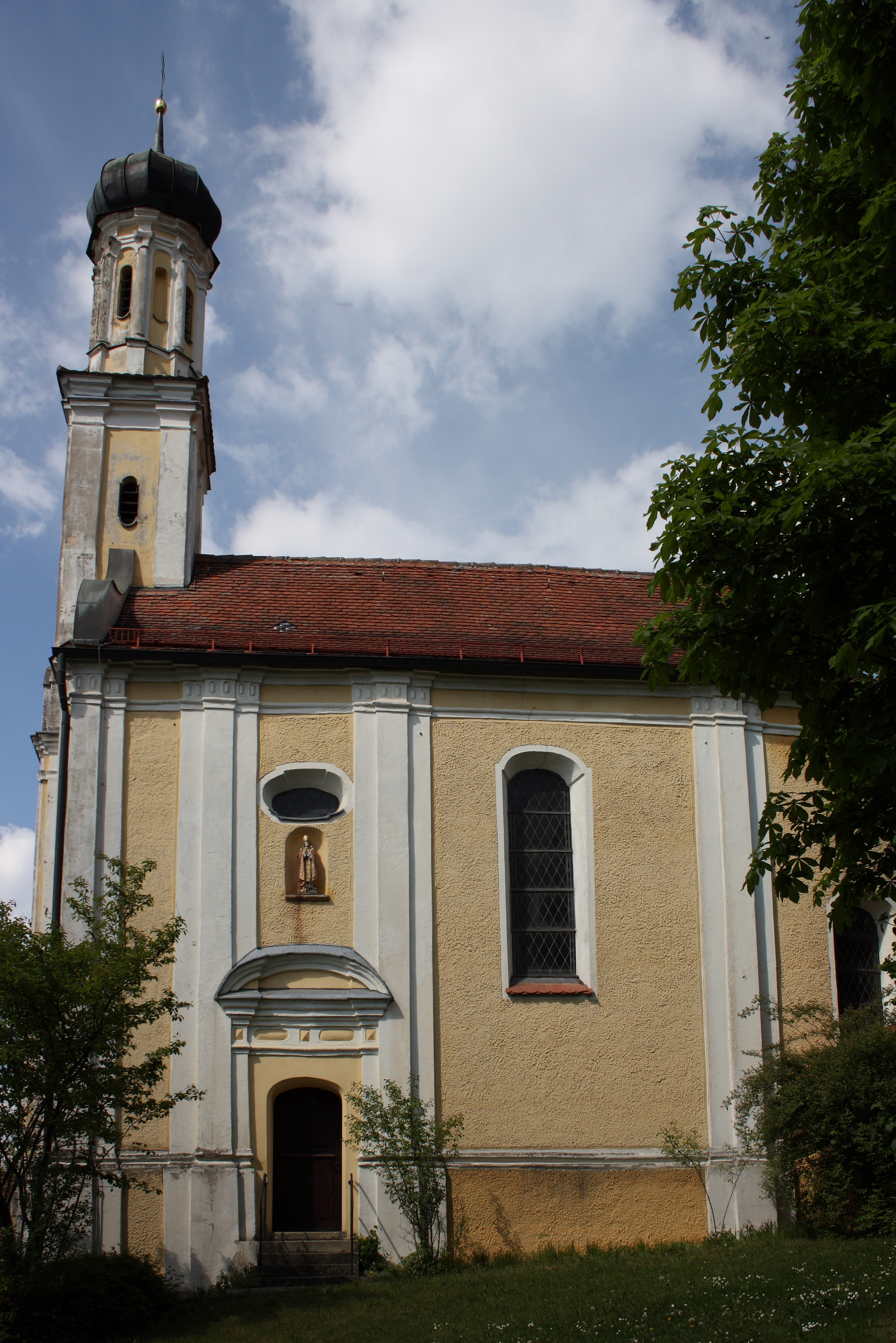
St. Wolfgang in Unterach

Die römisch-katholische Filialkirche St. Wolfgang steht in Unterach, einem Gemeindeteil von Rehling im schwäbischen Landkreis Aichach-Friedberg in Bayern. Das Bauwerk ist in der Liste der Baudenkmäler in Rehling als Baudenkmal unter der Nr. D-7-71-158-9 eingetragen. Die Kirchengemeinde gehört zum Bistum Augsburg.

## Beschreibung
Der Entwurf der 1712/13 erbauten Saalkirche wird Valerian Brenner zugeschrieben. Sie besteht aus einem Langhaus, einem eingezogenen, halbrund geschlossenen Chor im Osten und einem Kirchturm auf quadratischem Grundriss, der in die Fassade im Westen eingestellt ist. Sein oberstes Geschoss mit Pilastern an den acht Ecken ist mit einer Zwiebelhaube bedeckt. Der Innenraum des Langhauses ist mit einem Stichkappengewölbe überspannt. Der Chorschluss wird von einem Altar ausgefüllt, der von je zwei Säulen flankiert wird.